# 氯酸铝
氯酸铝是一种无机化合物，化学式为Al(ClO3)3。

## 制备
氯酸铝的九水合物可通过氯酸钡和硫酸铝的复分解反应结晶得到。